# Nicolaas Westendorp Boerma

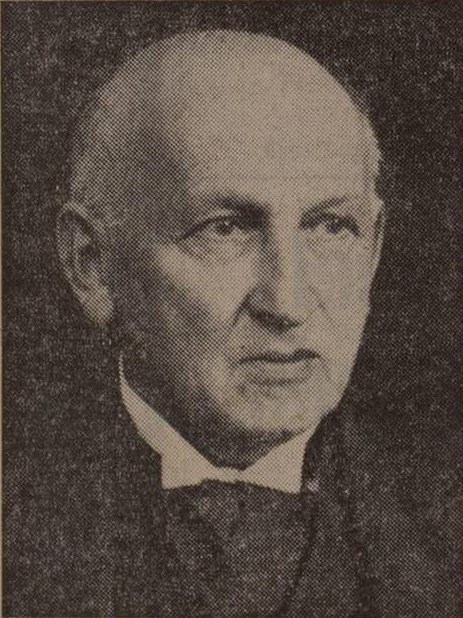
Nicolaas Westendorp Boerma (1872 – 1951)

Nicolaas Westendorp Boerma (Nieuwolda, 6 april 1872 – Bergen, 28 november 1951) was een Nederlandse predikant en hoogleraar.

## Biografie
Westendorp Boerma was een zoon van de predikant Jacobus Johannes Boerma en Frouke Steenhuissen. Hij studeerde theologie aan de universiteit van Groningen en promoveerde in 1910 aldaar cum laude. Westendorp Boerma was achtereenvolgens predikant in het Friese Blija en het Brabantse Budel. In 1935 werd hij benoemd tot lector zedenleer aan het doopsgezind seminarium te Amsterdam. In 1939 volgde zijn benoeming tot hoogleraar in de wijsbegeerte van de godsdienst aan de Universiteit van Amsterdam.
Westendorp Boerma was een van de oprichters van het tijdschrift Mens en Maatschappij. Hij publiceerde regelmatig in het Wijsgerig Tijdschrift en was als redacteur verantwoordelijk voor de uitgave van het Tijdschrift voor Zedekunde. Hij werd als hoogleraar opgevolgd door C.W.Mönnich, die in 1942 bij hem gepromoveerd was.
Westendorp Boerma trouwde op 1 juni 1898 te Groningen met Henderina Johanna Cremer, dochter van de predikant Joannes Swaagman Cremer en Annegiena Kornelia Limborgh. Hun zoon Jacobus Johannes was historicus en publiceerde meerdere werken over Johannes van den Bosch. Hun zoon Johannes was chef van het centraal militair hospitaal te 's-Gravenhage. Na het overlijden van zijn eerste vrouw in 1918 hertrouwde Westendorp Boerma op 15 oktober 1931 met J. Huizinga. Hij overleed in november 1951 op 79-jarige leeftijd te Bergen. Hij werd begraven in Blija, de eerste plaats waar hij predikant was en waar zijn eerste vrouw was overleden en begraven.